# Lola Salvador Maldonado
Lola Salvador Maldonado   (Barcelona, 22 de setembre de 1938) és una novel·lista i guionista catalana que firma també com a Salvador Maldonado. Va iniciar-se a la dècada dels anys 70 en col·laboracions en diversos mitjans de comunicació i va escriure els guions dels programes de ràdio Con los ojos cerrados (1972-73) i Verso a verso (1974-77), de temàtica literària. També va escriure guions de programes com Barrio Sésamo o Serie rosa.
Ha escrit diversos guions cinematogràfics al llarg de la seva trajectòria i ha adaptat clàssics del teatre com La gata sobre la teulada de zinc, de Tennessee Williams, o Espectres, de Henrik Ibsen.
El 2002 va rebre el premi Goya al millor guió adaptat per la pel·lícula Salvajes. Ha rebut també la Medalla d'Or al Mèrit en les Belles Arts (2011) i el Premio Nacional de cinematografia del govern espanyol (2014).

## Obres destacades[1]

### Novel·la
- La sonrisa de Madrid (1988)
- Mamaíta y Papantonio (1988)
- El mar de la leonera (1989)

### Guions
- El crimen de Cuenca (1980), pel·lícula dirigida per Pilar Miró
- Bearn o la sala de les nines (1983), de Jaime Chávarri, a partir de la novel·la homònima de Llorenç Villalonga
- Las bicicletas son para el verano (1985), de Jaime Chávarri
- El olivar de Atocha (1989), sèrie de TV, adaptació de la seva trilogia novel·lística
- Tierno verano de lujurias y azoteas (1993)
- Puede ser divertido, d’Azucena Rodríguez (1995)
- Salvajes (2001), de Carlos Molinero